# Thomas Trautner
Thomas A. Trautner (* 3. April 1932 in Göttingen; † 23. April 2023 ) war ein deutscher Biologe und Direktor des Max-Planck-Instituts für molekulare Genetik in Berlin.

## Leben und Werk
Trautner wuchs in Göttingen, Hannover und ab 1942 in Osterode am Harz auf, wo er 1950 am Gymnasium das Abitur ablegte.
Er studierte ab 1950 Biologie in Westfälischen Wilhelms-Universität Münster und ab 1951 Mikrobiologie an der Georg-August-Universität Göttingen, arbeitete danach am Max-Planck-Institut für biophysikalische Chemie, wo er zusammen mit seinem Cousin Carsten Bresch die Bakteriophagen in die genetische Forschung einführte.
Von 1953 bis 1954 war er Fulbright-Stipendiat an der University of Illinois at Urbana-Champaign und von 1964 bis zu seiner Emeritierung im Jahr 2000 Direktor am Max-Planck-Institut für molekulare Genetik in Berlin.
Sein Hauptforschungsgebiet waren Probleme der DNA-Replikation und -funktion bei Bakteriophagen.
1989 wurde er als ordentliches Mitglied in die Academia Europaea aufgenommen. Trautner war Mitglied der Berlin-Brandenburgischen Akademie der Wissenschaften.
Thomas Trautner ruht auf dem Waldfriedhof Dahlem. Es gibt dort keinen Grab- oder Kissenstein. 

## Ehrungen
Im Jahr 2025 wurde die Bakteriophagen-Familie Trautnerviridae, an deren Mitgliedern er jahrzehntelang geforscht hatte, offiziell bestätigt und ihm zu Ehren benannt.